# Sací ventil

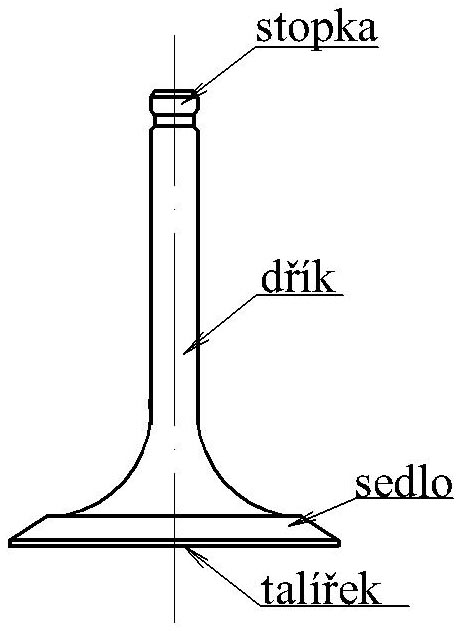
Schéma talířového ventilu.

Sací ventil otevírá sací kanál spalovacího motoru a vpouští směs (u zážehového) či čistý vzduch (u vznětového motoru) do spalovacího prostoru. Otevírá se v danou dobu díky ventilovým rozvodům, kdy na něj působí mechanismus, který přetlačuje pružinu. Zavírá se tlakem pružiny přes misku a klínek. Sací ventily jsou vyráběny z velmi kvalitní oceli (například z chrom-křemíkové oceli) svářením natupo, pěchováním, kováním, navářením, soustružením a broušením.